# Broughton (Northamptonshire)
Broughton – wieś w Anglii, w hrabstwie Northamptonshire, w dystrykcie (unitary authority) North Northamptonshire. Leży 18 km na północny wschód od miasta Northampton i 106 km na północny zachód od Londynu. Miejscowość liczy 2047 mieszkańców.